# Phyllocnistis extrematrix
Phyllocnistis extrematrix är en fjärilsart som beskrevs av Olga M. Martynova 1955. Phyllocnistis extrematrix ingår i släktet Phyllocnistis och familjen styltmalar.
Artens utbredningsområde är:
- Kazakstan.
- Rumänien.

Inga underarter finns listade i Catalogue of Life.